# Cipérez
Cipérez és un municipi de la província de Salamanca a la comunitat autònoma de Castella i Lleó. Limita al Nord amb Villar de Peralonso, al Nord-est amb Grandes, a l'Oest amb San Cristóbal de los Mochuelos i Gomeciego, al Sud amb La Moralita i El Cubo de Don Sancho.

## Demografia
| 1991 | 1996 | 2001 | 2004 |
| ---- | ---- | ---- | ---- |
| 539  | 476  | 419  | 391  |